# Huamango
|}
Huamango est un site archéologique du début du postclassique (période toltèque) situé à environ 4 kilomètres au nord-ouest de la ville moderne d'Acambay, dans l'État de Mexico. La zone archéologique se trouve sur le plateau de San Miguel, à proximité de la colline de Peña Picuda, à une altitude d'environ 2 850 mètres au-dessus du niveau de la mer. Elle est riche en légendes, en histoires et en traditions ancestrales.
Le site présente des vestiges d'une ville habitée par la culture Otomi qui dominait la vallée d'Acambay, stratégiquement située par les besoins défensifs apparents dans la dispute pour le contrôle du territoire et des routes commerciales.
Huamango était très probablement une capitale politique majeure dans la région située immédiatement au nord de la vallée de vallée de Toluca au début de l'époque postclassique, peut-être filiale d'une manière ou d'une autre de l'entité politique toltèque centrée sur Tula au nord-est.
Le site est géré par l'Instituto Mexiquense de Cultura, un service de l'État de Mexico. Il est facile d'accès en voiture, à environ une heure de route au nord de Toluca et à quelques kilomètres au nord-ouest d'Acambay.

## Préhistoire
Dans l'État préhistorique du Mexique, la Femme de Tepexpan est une découverte importante pour les anthropologues mexicains et étrangers ; c'est une clé importante pour comprendre ce qu'était la région de la Vallée de Mexico, il y a 5 000 ans, et pour établir la chronologie de l'occupation de la région. Certains chercheurs lui attribuent un âge de 11 000 ans, d'autres de 8 000 ans et d'autres encore de 5 000 ans. Cet individu, identifié à l'origine comme un homme, a fait l'objet de recherches récentes qui ont confirmé qu'il s'agissait d'une femme, bien que cette hypothèse soit encore sujette à discussion.
L'os du sacrum trouvé à Tequixquiac est considéré comme une œuvre d'art préhistorique. La ville a été habitée 35 000 ans avant notre ère par des hommes primitifs qui avaient traversé le détroit de Béring depuis l'Asie. Ces hommes étaient nomades, chassaient de grands animaux tels que les mammouths et cueillaient des fruits, comme en témoignent les vestiges archéologiques trouvés sur le site. L'une des découvertes les plus marquantes de l'art primitif en Amérique a été faite dans cette zone. Il s'agit de l'os de Tequixquiac, qui n'avait pas de fonction connue, mais qui reflétait le sens idéologique de l'artiste qui a sculpté un morceau d'os d'un camélidé il y a environ 22 000 ans avant notre ère. Les premiers habitants de Tequixquiac furent les Aztèques et les Otomi, qui décidèrent de s'y installer définitivement en raison de l'abondance des rivières et des sources. Ils se consacraient principalement à l'agriculture et à l'élevage d'animaux domestiques.
La plus ancienne preuve d'occupation humaine sur le territoire actuel de l'État est un grattoir en quartz et une lame en obsidienne trouvés dans la région de Tlapacoya, qui était une île de l'ancien lac Chalco. Ces objets datent de l'ère du Pléistocène, ce qui fait remonter l’habitation humaine à 20 000 ans. Ces premiers peuples étaient des chasseurs-cueilleurs. Des objets de l'âge de pierre ont été trouvés sur l'ensemble du territoire, qu'il s'agisse d'os de mammouth, d'outils en pierre ou de restes humains. La majorité ont été découverts dans les régions de Los Reyes Acozac, Tizayuca, Tepexpan, San Francisco Mazapa, El Risco et Tequixquiac. Entre 20 000 et 5 000 ans avant notre ère, les habitants sont passés de la chasse et de la cueillette à des villages sédimentaires où l'on pratiquait l'agriculture et où l'on domestiquait les animaux. La principale culture était le maïs, et les outils en pierre pour moudre ce grain sont devenus courants. Les cultures ultérieures comprennent les haricots, les piments et les courges cultivés près des villages établis. Des preuves de l'existence de céramiques apparaissent vers 2 500 avant notre ère, les premiers artefacts apparaissant à Tlapacoya, Atoto, Malinalco, Acatzingo et Tlatilco.

## Histoire
Vers le cinquième millénaire avant notre ère, les peuples parlant des langues oto-manguéennes formaient une grande unité. La diversification des langues et l'expansion géographique, qui a été proposée comme leur «Urheimat», c'est-à-dire la vallée de Tehuacán (état actuel de Puebla) auraient dû se produire après la domestication de la trinité agricole mésoaméricaine, composée de maïs, de haricots et de piment du Chili. Cette théorie est basée sur la grande quantité de termes apparentés dans le répertoire de mots faisant allusion à l'agriculture dans les langues oto-mangues. Le langage proto-mangue a donné naissance à deux dialectes distincts après le développement d'une agriculture primitive. Ces deux langues constituent les groupes oriental et occidental actuels de la famille oto-mangue. Si l'on s'en tient aux preuves linguistiques, il semble probable que les Pames  - membres de la branche occidentale - aient atteint le bassin du Mexique vers le quatrième millénaire avant l'ère chrétienne et que, selon certains auteurs, ils n'aient pas migré vers le nord, mais vers le sud.
La première grande civilisation de l'État est Teotihuacan, avec les pyramides du Soleil et de la Lune construites entre Ier siècle av. J.-C. au Ier siècle apr. J.-C. Entre 800 et 900 apr. J.-C., les Matlatzincas ont établi leur domination avec Teotenango comme capitale. Cette ville est entourée de murs, de places, de terrasses, de temples, d'autels, de quartiers d'habitation et d'un terrain de jeu de balle mésoaméricain. Au XVe siècle les Aztèques ont conquis les vallées de Toluca et de Chalco, respectivement à l'ouest et à l'est de la vallée de Mexico. Une partie de la vallée de Toluca était également détenue par les Purépecha. Parmi les autres dominations de la période préhispanique, on peut citer celle des Chichimecas à Tenayuca et des Acolhuas à Huexotla, Texcotzingo et Los Melones. D'autres groupes importants étaient les Mazahuas de la région d'Atlacomulco. Leur centre se trouvait à Mazahuacán, près de la montagne Jocotitlán. Les Otomis étaient établis à Jilotepec.
Les textes historiographiques sur les peuples préhispaniques mésoaméricains n'ont accordé que peu d'attention à l'histoire des Otomis. Il y a plusieurs siècles, sur le territoire occupé par les Otomis, fleurissaient de grandes villes comme Cuicuilco, Teotihuacán et Tula. Même lors de la Triple Alliance aztèque qui a dominé l'Empire aztèque, Tlacopan a hérité des domaines d'Azcapotzalco avec une majorité d'Otomis. Cependant, la culture otomi est rarement mentionnée comme protagoniste de l'histoire mésoaméricaine préhispanique, peut-être parce que la complexité ethnique du plateau mexicain à cette époque ne permet pas de distinguer les contributions des anciens Otomi de celles produites par leurs voisins. Ce n'est que depuis quelques années que l'on semble s'intéresser au rôle joué par les Otomi dans le développement des cultures du plateau mexicain, de la période préclassique mésoaméricaine jusqu'en 1521 de notre ère.
Huamango a prospéré et connu son apogée entre 900 et 1300 de notre ère. Les recherches ont permis d'établir que les occupants du site formaient un groupe religieux hégémonique. L'appartenance culturelle des constructeurs de Huamango n'a pas encore été établie, bien que les informations des sources ethno-historiques permettent de supposer qu'il s'agit de groupes d'origine otomi, ancêtres des Otomi actuels qui vivent sur place.

### Étymologie
Huamango signifie en langue nahuatl « lieu où l'on sculpte le bois ».
Cet ancien village se dresse majestueusement dans une formation géologique connue sous le nom de plateau de San Miguel Huamango Camaye, formé par des roches ignées extrusives andésite,.
Le nom Acambay est basé sur des documents anciens qui mentionnent que cette région s'appelait, en langue Otomi, Cambay o Cabaye, ce qui peut se traduire par « le rocher de Dieu » (okha= « Dieu », mbaye= « rocher »).
Selon une autre théorie, le nom proviendrait de la langue Purépecha, du mot Akamba qui signifie maguey ou agave et du suffixe « rhi » qui signifie Akambari ou « lieu des Magueyes ».

### Enquêtes
C'est l'architecte Edgar Serrano Pérez qui a découvert Huamango.
Le site a été fouillé par Román Piña Chán et William Folan dans les années 1970. Il s'agit d'une petite zone cérémonielle avec quelques temples, située sur une crête surplombant la Valle de los Espejos. Bien que la datation de Huamango ne soit pas aussi certaine qu'on le souhaiterait, plusieurs éléments indiquent que le site date du début du postclassique (période toltèque) (900-1100 apr. J.-C.).
Les fouilles archéologiques ont permis de localiser plusieurs établissements préhispaniques de hiérarchie différente, parmi lesquels Huamango a été choisi parce qu'il représente le meilleur exemple de l'architecture monumentale de la culture otomi dans la région.
Les recherches de Piña Chan ont permis d'établir provisoirement deux périodes d'occupation : l'une entre 900 et 1100 de notre ère, avec des similitudes avec la zone archéologique de Tula (fumeurs d'encens, braseros et pots en céramique, comme offrandes funéraires) ; et l'autre autour de 1200-1300 de notre ère, qui présente des preuves en corrélation avec des sites tels que Teotenango et Calixtlahuaca.
Les sépultures fouillées sur le site ont livré des vases à offrandes en céramique d'un style polychrome caractéristique. L'absence de céramiques de Coyotlatelco est un bon signe que le site ne date pas de la période épiclassique (700-900 apr. J.-C.), et la présence de certaines céramiques similaires à ceux de la phase Tollan de Tula soutient la datation du début de la période postclassique.

### Culture Otomi

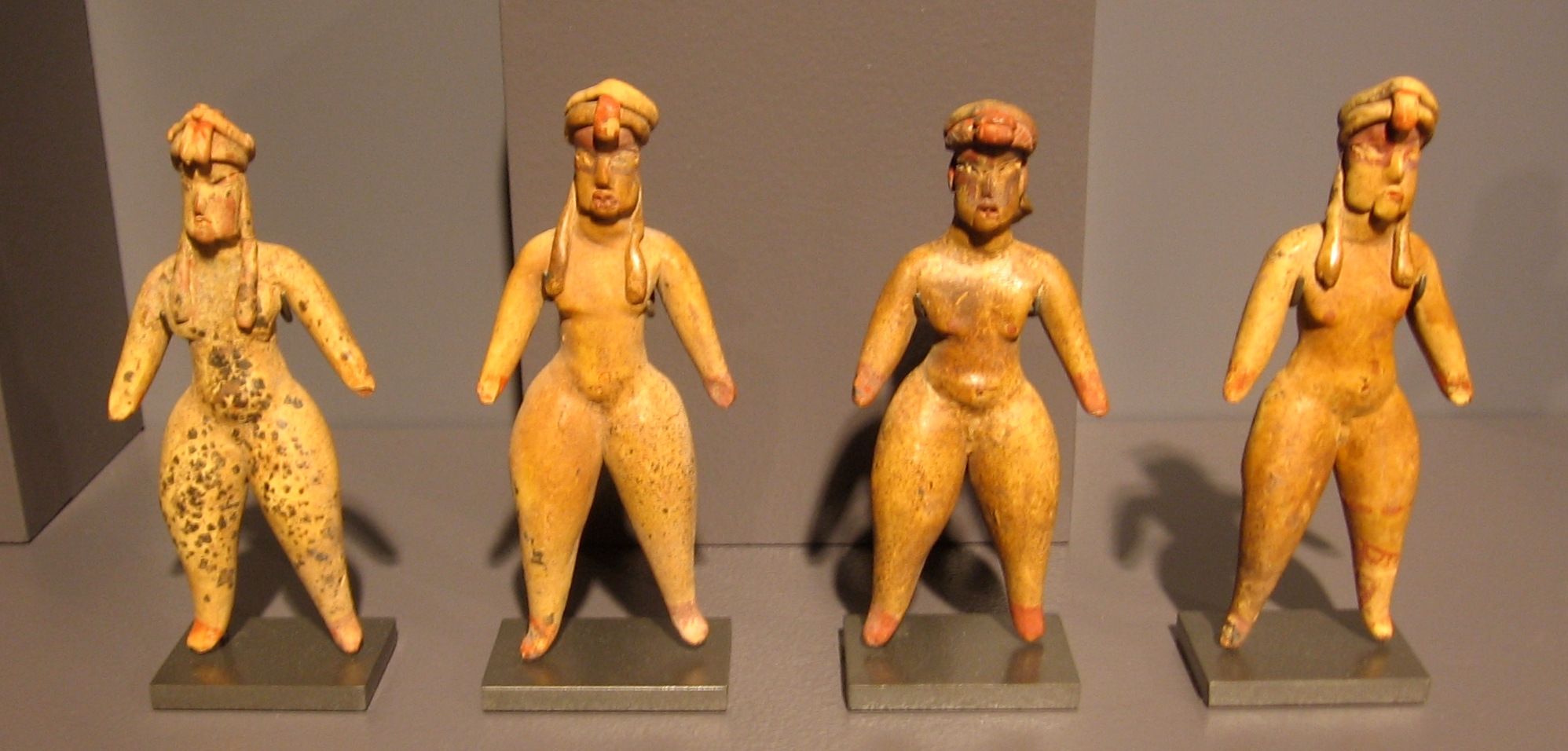
Il est très possible que les ancêtres des Otomi aient occupé le centre du Mexique pendant au moins cinq mille ans, et qu'ils aient donc participé au développement des premières villes mésoaméricaines. Sur l'image, figurines en céramique liées à un culte de la fertilité. De Tlapacoya (État de Mexico). Culture préclassique mésoaméricaine (-2500 à 200 apr. J.-C.), Mexique central.

Le peuple Otomi (/ˌ oʊ t ə ˈ m iː /) est un groupe ethnique indigène habitant l'altiplano central du Mexique. Il y a deux groupes plus peuplés dans cette région, ce sont les Otomí des Hautes Terres ou de la Sierra, qui vivent dans les montagnes de La Huasteca et les Otomí du Mezquital, qui vivent dans la vallée du Mezquital dans la partie orientale de l'État d'Hidalgo et dans l'État de Querétaro. Les Otomí de la Sierra s'identifient généralement comme uhu ou Ñuhmu selon le dialecte qu'ils parlent, tandis que les Otomí du Mezquital s'identifient comme Hñähñu (prononcé [ ʰɲɑ̃ʰɲũ ]</link> ). De plus petites populations otomis existent dans les États de Puebla, du Mexique, de Tlaxcala, du Michoacán et de Guanajuato. La langue Otomi qui appartient à la branche oto-paméenne de la famille des langues oto-mangueennes est parlée dans de nombreuses variétés différentes, dont certaines ne sont pas mutuellement intelligibles.
L'une des premières cultures complexes de la Méso-Amérique, les Otomi étaient probablement les premiers habitants des hauts plateaux du Mexique central avant l'arrivée des locuteurs nahuatl vers l'an 1000, mais ils ont été progressivement remplacés et marginalisés par les peuples Nahuas. Au cours de la période coloniale, les Otomi ont aidé les conquistadors espagnols en tant que mercenaires et alliés, ce qui leur a permis de s'étendre dans des territoires qui étaient auparavant habités par des Chichimèques semi-nomades, par exemple Querétaro et Guanajuato.
Les dénominations utilisés par les otomíes pour se désigner eux-mêmes sont donc nombreux : ñätho (vallée de Toluca), hñähñu (vallée de Mezquital), ñäñho (Santiago de Mezquititlán, au sud de Querétaro) et ñ'yühü (nord de la Sierra de Puebla). Ce sont quelques-uns des noms utilisés par les Otomi pour se désigner eux-mêmes dans leur propre langue, bien qu'il soit courant qu'ils utilisent l'ethnonyme nahuatl « Otomi » lorsqu'ils s'adressent à eux en espagnol.

#### Origine du démonymeOtomi
Comme pour la plupart des ethnonymes utilisés pour désigner les peuples indigènes du Mexique, le terme « Otomi » n'est pas originaire du village en question. « Otomi » est un terme dérivé du nahuatl« otómitl », un mot de la langue des anciens Aztèques qui signifie «qui marche avec des flèches», bien que des auteurs comme Wigberto Jiménez Moreno l'aient traduit par « chasseur d'oiseaux avec des flèches » (flechador de pájaros). Il est également plausible que le démonyme soit dérivé du nom Oton, un chef de ce peuple à l'époque préhispanique. Selon les membres du peuple Otomi, le terme « Otomi » est péjoratif, associé à une image dérivée de sources coloniales et nahua où les Otomi sont présentés comme indolents et paresseux. C'est pourquoi, depuis quelques années, on assiste à une résurgence de l'usage des noms indigènes, en particulier dans la vallée du Mezquital, à Querétaro et dans le nord-ouest de l'État de Mexico, des territoires qui comptent un pourcentage élevé de population ethnique otomi. En revanche, dans l'est du Michoacán, la récupération de la dénomination autochtone n'a pas connu le même essor.

### Langue otomi
Otomi (/ˌ oʊ t ə ˈ m iː /, espagnol Otomí [otoˈmi]</link>) est une langue oto-mangue et l'une des langues indigènes du Mexique, parlée par environ 240 000 autochtones Otomi dans la région de l'altiplano central du Mexique. Ce langage est parlé dans de nombreux dialectes différents, dont certains ne sont pas mutuellement intelligibles, il s'agit donc en fait d'un continuum linguistique. Le mot Hñähñu [ hɲɑ̃hɲṹ ]</link> représente l'usage d'un seul dialecte c’est pourquoi il n’est pas très répandu bien qu’il ait été proposé comme endonyme. Les linguistes ont classé les langages modernes en trois zones dialectales : les dialectes du nord-ouest, parlés à Querétaro, Hidalgo et Guanajuato, les dialectes du sud-ouest parlés dans l'État de Mexico et les dialectes orientaux parlés dans les hauts plateaux de Veracruz, Puebla et dans l'est de l'Hidalgo ainsi que dans les villages des États de Tlaxcala et de Mexico.
Comme tous les autres dialectes oto-mangues, l'otomi est une langue tonale et la plupart des variétés distinguent trois tons. Les noms ne sont marqués que par le possesseur (soit par des préfixes, soit par des proclitiques) ; le pluriel est marqué par l'article défini et par un suffixe du verbe, et certains dialectes conservent le double marquage du nombre qui existait historiquement.

### Légendes de Huamango
Huamango est un site aux légendes intéressantes. Selon la croyance locale, les Otomi occupaient ce village bien avant que les armées aztèques ne le conquièrent et n'y appliquent des impôts.
Une légende raconte que les « Apaches » (ainsi nommés par les habitants du lieu) vivaient à Huamango, mais qu'ils durent partir et se rendre à San Miguel, d'où ils reviennent chaque année pour danser au temple du site.
Une autre légende dit : «Qu'à l'origine, l'endroit a été construit et habité par les Toltèques de Tula et plus tard par les Otomi pendant une longue période». Après un tremblement de terre, les habitants de Huamango ont quitté le site et se sont déplacés vers un endroit appelé Dongú, où ils ont formé un nouveau centre. «Plus tard, ils se sont installés dans ce qui est aujourd'hui connu sous le nom d'Acambay».
À cause de cette dernière légende, de nombreux habitants directs de la région, qui se disent descendants des bâtisseurs Huamango, prennent soin du lieu et de leurs coutumes Otomi.

## Le site
La ville antique a été construite sur des terrasses nivelées. Il était donc nécessaire de faire d'importants travaux sur ce site à la topographie irrégulière, de le niveler et de créer de grandes terrasses pour la construction des structures, certaines probablement cérémonielles. Pour la ville, de nombreux murs de renforcement ont été construits, d'après leur taille, il s'agissait probablement de murs défensifs allant jusqu'à 2 mètres de haut dans certaines parties.
Pendant l'occupation du site, il est probable que les Hautes Terres centrales aient connu une instabilité politique et sociale, différentes cultures se disputant le contrôle de la région et de ses villes. Huamango dominait la vallée d'Acambay et la région périphérique. Il est probable que son emplacement soit dû à des besoins défensifs, mais aussi au contrôle du commerce et des routes commerciales du nord (États d'Hidalgo, Michoacán et Querétaro) et du sud (vallée d'Ixtlahuaca - Atlacomulco et vallée de Toluca). Tula a exercé une influence importante sur le plateau central en matière de religion, de politique et d'économie.

### Centre politique et commercial
On pense que Huamango était un centre politique important qui contrôlait les autres villes de la région.
Leur peuple a entretenu différents types de relations, principalement commerciales, avec des sites de la hiérarchie de Tula et certains établissements de la région de Michoacán.
On pense que la ville a pu être un important centre de commerce entre le plateau central et les régions occidentales car on a trouvé une grande variété de céramiques sur cet emplacement stratégique.

### Constructions
Le site couvre six hectares, sur lesquels les éléments architecturaux ont été découverts. La région est caractérisée par sa forêt de chênes et par des terres peu propices à l'agriculture, cette difficulté étant atténuée sur les terrasses construites.
Le tracé de la plupart des plates-formes n'est marqué que par des pierres. On suppose que des chambres d'élite ont été construites, occupées par des prêtres et des administrateurs huamango.
Bien que la topographie du terrain ne se prête pas à la construction, les constructeurs ont trouvé une solution remarquable au problème, en nivelant et en aménageant artificiellement de grandes terrasses sur lesquelles les structures ont été construites à l'aide de pierres et de mortier d'argile et recouvertes de dalles de pierre superposées.
Le Dr Roman Piña Chan a organisé le site en deux systèmes architecturaux distincts, dans une direction est-ouest sur le plateau, afin de faciliter la recherche. Le système A est situé à l'ouest et le système B à l'est.

### Système A
Cet ensemble comprend une structure superposée à deux corps, sur le côté ouest est érigé un escalier. Un autel est situé à l'avant, au centre d'une place entourée de fondations de maisons résidentielles, probablement pour la classe dirigeante.

### Système B
Il se compose d'un temple en sous-sol avec trois corps superposés, d'un escalier avec un mur incliné (alfarda). Devant la structure se trouve un petit autel, entouré de plusieurs structures résidentielles. Une pratique caractéristique de l'architecture otomi consiste à recouvrir certains monuments de petites dalles de pierre imbriquées (superposées comme des tuiles). Les recherches archéologiques montrent que les temples et les salles étaient couverts d'une structure de poutres en bois, recouverte d'une épaisse couche d'argile. Tous les bâtiments avaient des sols en stuc et des fours en pierre, probablement utilisés pour cuisiner, brûler de l'encens ou chauffer les pièces.

## Structures
Le centre cérémoniel couvre 300 m (nord-sud) et 200 m (est-ouest). Les bâtiments libérés sont les suivants:

### Le palais
Le palais est situé presque au centre du site. Le bâtiment cérémoniel conserve le style architectural du lieu, des escaliers en retrait et des pierres stuquées. Il a été identifié comme un palais, car on a trouvé au sommet des éléments de pilastre en bois à l'entrée, ainsi que des fondations en pierre et des fumeurs, qui témoignent d'une activité religieuse.
Il est composé de deux corps, recouverts d'un mur de dalles de pierre et d'un escalier central à l'ouest. Sur les côtés nord et est, il y a une allée de 30 cm de large. Au sommet de la structure, il y a des indications d'une salle de temple, avec un couloir devant et trois espaces d'entrée, séparés par deux piliers en bois, comme accès à l'espace ample mentionné ci-dessus, qui avait deux fours ou tlecuiles. La présence à l'intérieur d'encensoirs est une indication de la vocation religieuse du lieu.
Ce bâtiment est une pyramide, les toits étaient faits de matériaux périssables, tels que l'adobe, la terre, les tuiles et les feuilles de palmier, et ne pouvaient donc pas être conservés au fil du temps.

### Autel
Située à l'ouest du Palais. Bien qu'il y ait des preuves de l'existence de deux escaliers vers l'est et l'ouest, il est possible qu'il n'y ait eu qu'un seul corps. L'autel était recouvert de dalles de pierre imbriquées. On ne sait pas si les autels étaient liés à une cérémonie religieuse spécifique. Il est possible qu'ils aient été associés à des rituels de sacrifice.

### Temple du Guerrier
Avec ses trois corps décalés, il s'agit de la fondation sur laquelle un temple religieux a probablement été construit. À l'avant devait se trouver un escalier, probablement avec des murs inclinés, pour accéder au sommet. Il a été identifié comme un temple en raison de sa forme, de sa hauteur, des céramiques qui lui sont associées, des sépultures calcinées déposées à l'intérieur de récipients en céramique et de son utilisation continue pour des activités religieuses.
Les pierres retirées de la structure ont été utilisées pour construire la chapelle catholique adjacente. Tout près de cette construction, on a trouvé une pierre tombale représentant un guerrier.

### quartier résidentiel
L'ensemble des plates-formes situées à plus basse altitude correspond à un secteur résidentiel, peut-être pour l'élite gouvernementale ; la majeure partie de la population vivait dispersée autour du contour du centre cérémoniel. Les encensoirs trouvés à l'intérieur des plates-formes d'habitation indiquent des activités religieuses domestiques.

### Plateformes de logement
Sur cet ensemble de plates-formes, un complexe résidentiel a été construit, il est composé de pièces autour de petits patios. On a trouvé à l'intérieur, des pots, un fragment de cuillère, des lames, des grattoirs et un four, utilisés dans les activités domestiques, illustrant certains aspects de la vie des habitants de ce site.

## Enterrements
Des sépultures ont été trouvées et fouillées sur le site, et ont livré des récipients à offrande en céramique d'un style polychrome distinctif.

## Pierre symbolique
La «Casa de la Cultura» d'Acambay conserve une pierre intéressante, probablement fabriquée par les Aztèques, dont l'une des faces présente une figure représentant Huitzilopochtli, tandis que l'autre présente des images nettes et précises qui ont probablement été réalisées à l'aide d'outils en fer à l'époque coloniale. Pour voir la pierre, il faut obtenir l'autorisation de la Maison de la culture.